# Repostero (decoración)

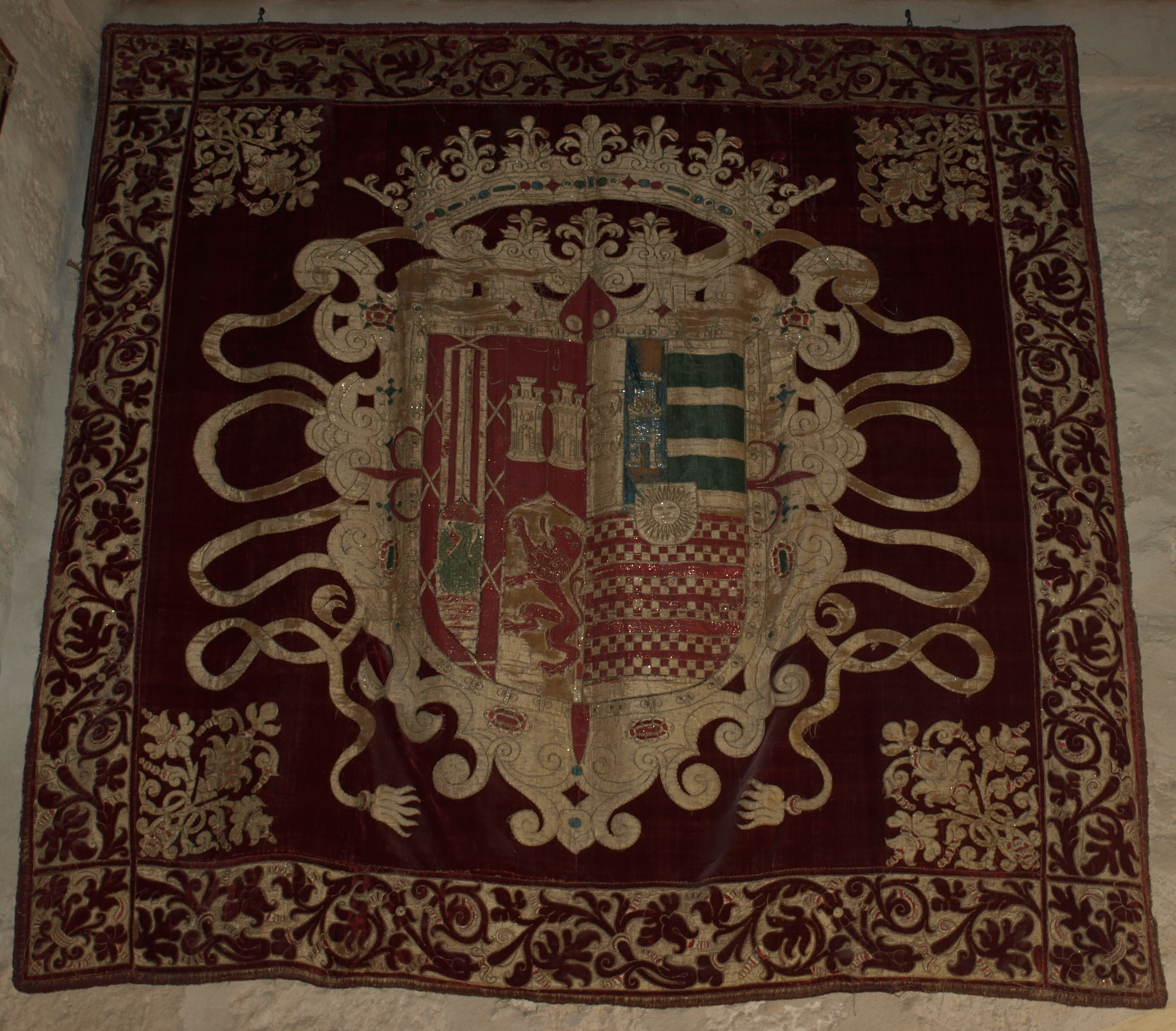
Repostero del siglo XVII con las armas de la Casa de Alburquerque, perteneciente a Francisco Fernández de la Cueva y Enríquez de Cabrera, ubicado en su castillo de Cuéllar (Segovia)

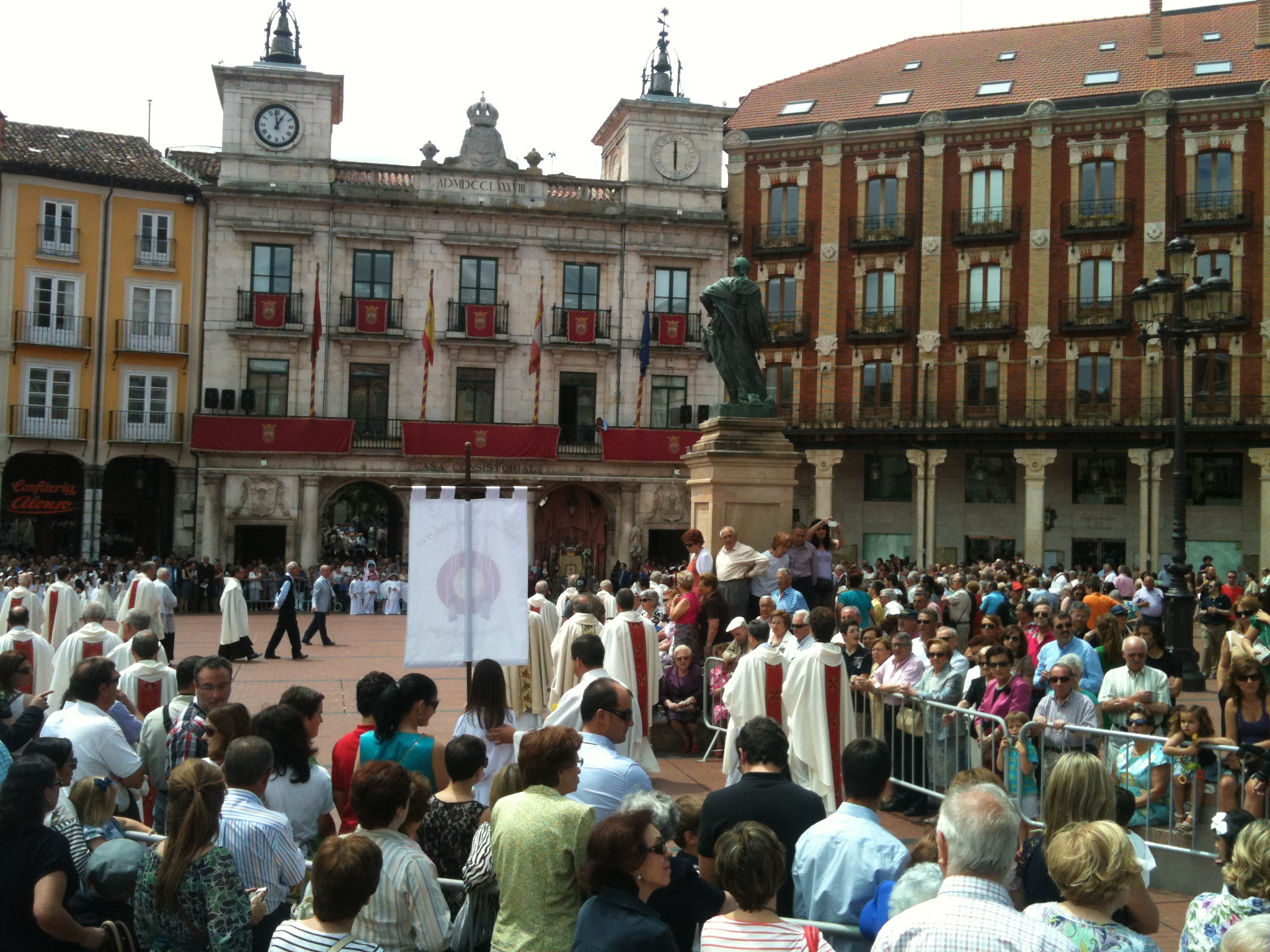
Reposteros en los balcones de la Casa Consistorial de Burgos durante la fiesta del Corpus (2014)

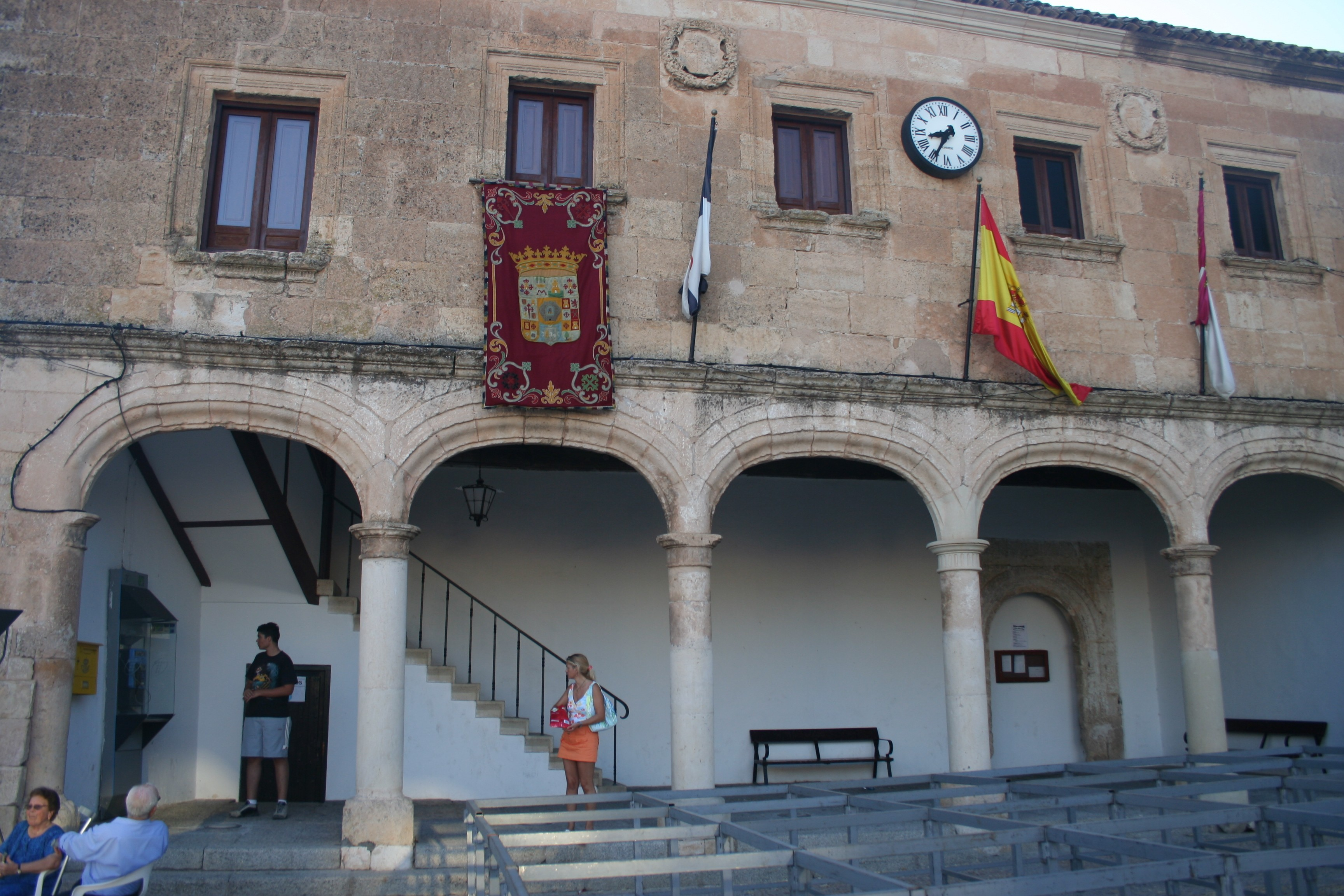
Repostero institucional en el ayuntamiento de Alarcón (Cuenca)

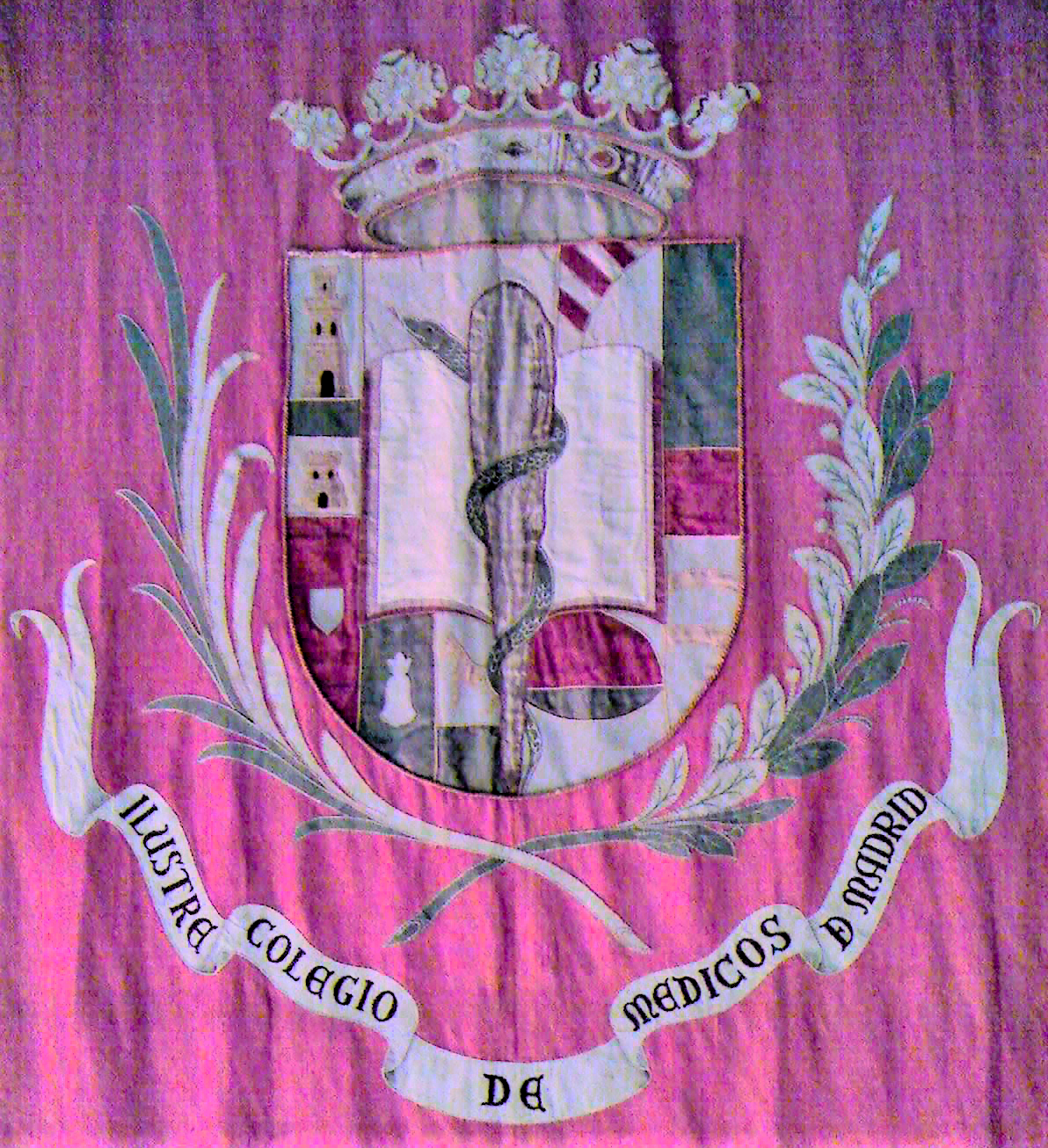
Repostero con el escudo del Colegio Oficial de Médicos de Madrid

Un repostero es un paño generalmente cuadrado similar al tapiz, que tiene plasmados emblemas heráldicos de familia o casas nobiliarias, aunque también se da en forma rectangular o portando otros motivos heráldicos.
En la actualidad es muy utilizado por los ayuntamientos y otras instituciones públicas, estando presente en salones de plenos y estancias de importancia, y bordados con los correspondientes armoriales municipales o institucionales. Además, se cuelgan de balcones y ventanas en fiestas y otras celebraciones.

## Historia
Los reposteros surgieron a partir del siglo XII, momento en que nace la heráldica tal y como la conocemos en la actualidad. Aunque originalmente estuvieron relacionados con las banderas, no tuvieron la misma utilidad que estas. Comenzaron a utilizarse con mayor frecuencia a partir del siglo XIV, cuando las familias nobiliarias lo usaron como ostentación del linaje familiar. 
Formaba parte de la decoración de antecámaras y otras estancias de importancia de castillos y palacios, y además en tiendas de campaña bélicas, carruajes y caballerías de víveres y pertrechos. Además de los aspectos de identificación y ostentación, el repostero también tuvo la finalidad de aislar las habitaciones del frío, del mismo modo que el tapiz, siendo una alternativa más económica que aquellos.
Algunos vestigios de los primeros reposteros se localizan en la catedral de San Vicente de Roda de Isábena (Huesca). Posteriormente esta pieza hispana y su ejecución se fue extendiendo por otros países y continentes, aunque conservando su carácter español.
En la actualidad el repostero está recogido en el protocolo oficial, que ubica esta pieza en el exterior de edificios institucionales.

## Características
Sus proporciones son mayoritariamente cuadradas, aunque también puede disponerse en rectángulo, y su material es terciopelo u otros tejidos nobles. Puede ser confeccionado de tres maneras diferentes: tejido manualmente sobre bastidor, de la misma manera que el tapiz; bordando el escudo sobre un paño general o aplicando sobre este paño trozos de otros, siendo esta última manera la más habitual, denominada opus consultum o bordado de aplicación.